# Ad-Dukhan
Ad-Dukhan (La Nube) è la quarantaquattresima Sura del Corano, è una sura meccana composta da 59 versetti. Il titolo si riferisce al primo verso, in cui si menziona una "nube che si diffonde". Questa sura tratta vari temi, inclusi gli avvertimenti riguardo al Giorno del Giudizio, la punizione degli increduli, il ricordo delle benedizioni di Allah e l'importanza della fede.

## Contenuto

### Introduzione e Avvertimento
Versetti 1-6: La sura inizia con la menzione di una nube che porta punizione e invoca l'attenzione degli increduli sul Giorno del Giudizio. Si esorta a credere prima che giunga il giorno in cui nessuno potrà sfuggire al castigo divino.

### Punizione degli Increduli
Versetti 7-10: Viene descritto il destino degli increduli nel Giorno del Giudizio, quando saranno afflitti dalla punizione divina. Si avverte che non avranno scampo né soccorso.

### Narrativa Storica
Versetti 11-15: Si menziona la storia del Faraone e di Mosè (Musa), ricordando come il Faraone fu punito per la sua arroganza e disobbedienza a Dio. Viene esaltato il potere di Allah e il Suo ruolo nella storia dell'umanità.

### Lamentazioni degli Increduli
Versetti 16-20: Si descrive la reazione degli increduli alla punizione divina, chiedendo di essere liberati temporaneamente dalla punizione e promettendo di credere in seguito. Tuttavia, la loro richiesta viene respinta e saranno afflitti dalla punizione.

### Ricordo delle Benedizioni di Allah
Versetti 21-32: Viene ricordato il ciclo di benedizioni e punizioni che Allah ha concesso agli uomini nel corso della storia. Si esalta il potere di Allah come Creatore e Signore dell'universo, invitando gli uomini a riflettere sulle Sue benedizioni e a convertirsi a Lui.

### Invito alla Fede
Versetti 33-59: Viene ribadito l'invito alla fede e al monoteismo. Si esorta gli uomini a credere nel Corano come guida e ad abbandonare gli dei falsi e l'idolatria. Viene enfatizzata la verità della rivelazione e la necessità di seguire la via di Allah.

## Analisi
La Sura Ad-Dukhan offre un avvertimento chiaro agli increduli riguardo alla punizione divina nel Giorno del Giudizio e invita alla riflessione sulle benedizioni di Allah. Attraverso la narrazione della storia del Faraone e di Mosè, viene esaltato il potere di Allah e la Sua giustizia nella storia umana.
Inoltre, la sura ribadisce l'invito alla fede nel Corano come guida e invita gli uomini a abbandonare l'idolatria e ad adorare solo Allah. È un richiamo alla fede, alla riflessione e alla conversione verso la verità rivelata.